# Норт-Гайлендс (Каліфорнія)
Норт-Гайлендс (англ. North Highlands) — переписна місцевість (CDP) в США, в окрузі Сакраменто штату Каліфорнія. Населення — 49 327 осіб (2020).

## Географія
Норт-Гайлендс розташований за координатами 38°40′17″ пн. ш. 121°22′20″ зх. д. / 38.67139° пн. ш. 121.37222° зх. д. (38.671353, -121.372184).  За даними Бюро перепису населення США в 2010 році переписна місцевість мала площу 22,87 км², уся площа — суходіл.

## Демографія
Згідно з переписом 2010 року, у переписній місцевості мешкали 42 694 особи в 14 542 домогосподарствах у складі 9974 родин. Густота населення становила 1867 осіб/км².  Було 16093 помешкання (704/км²).
Расовий склад населення:
| - 63,2 % — білих - 11,4 % — чорних або афроамериканців - 4,8 % — азіатів - 1,4 % — корінних американців - 0,7 % — вихідців з тихоокеанських островів - 11,0 % — осіб інших рас |

До двох чи більше рас належало 7,3 %. Частка іспаномовних становила 23,6 % від усіх жителів.
За віковим діапазоном населення розподілялося таким чином: 27,7 % — особи молодші 18 років, 61,2 % — особи у віці 18—64 років, 11,1 % — особи у віці 65 років та старші. Медіана віку мешканця становила 32,1 року. На 100 осіб жіночої статі у переписній місцевості припадало 96,0 чоловіків;  на 100 жінок у віці від 18 років та старших — 92,2 чоловіків також старших 18 років.
Середній дохід на одне домашнє господарство  становив 48 875 доларів США (медіана — 39 430), а середній дохід на одну сім'ю — 52 129 доларів (медіана — 42 314). Медіана доходів становила 36 689 доларів для чоловіків та 35 221 долар для жінок. За межею бідності перебувало 27,5 % осіб, у тому числі 37,3 % дітей у віці до 18 років та 14,3 % осіб у віці 65 років та старших.
Цивільне працевлаштоване населення становило 16 509 осіб. Основні галузі зайнятості: освіта, охорона здоров'я та соціальна допомога — 18,6 %, роздрібна торгівля — 15,0 %, науковці, спеціалісти, менеджери — 12,5 %, мистецтво, розваги та відпочинок — 11,3 %.